# Thaumastopeus floresianus
Thaumastopeus floresianus är en skalbaggsart som beskrevs av Heller 1899. Thaumastopeus floresianus ingår i släktet Thaumastopeus och familjen Cetoniidae. Inga underarter finns listade i Catalogue of Life.